# Lohusuu (obec)
Obec Lohusuu (estonsky Lohusuu vald) je bývalá samosprávná obec v estonském kraji Ida-Virumaa. V roce 2017 byla začleněna do obce Mustvee, čímž přešla pod kraj Jõgevamaa.

## Sídla
Na území zrušené obce žije necelý tisíc obyvatel v jednom městečku (Lohusuu) a devíti vesnicích (Jõemetsa, Kalmaküla, Kärasi, Ninasi, Piilsi, Raadna, Separa, Tammispää a Vilusi). Administrativním centrem obce je městečko Lohusuu.